# Erik-Oskar Hansen
Pour les articles homonymes, voir Hansen.
Ne doit pas être confondu avec Erik Hansen ou Erik Ninn-Hansen.
Erik-Oskar Hansen (27 mai 1889 à Hambourg et mort le 18 mars 1967 à Hambourg), est un General der Kavallerie allemand au sein de la Heer dans la Wehrmacht pendant la Seconde Guerre mondiale.
Il a été récipiendaire de la Croix de chevalier de la Croix de fer. Cette décoration est attribuée en reconnaissance d'un acte d'une extrême bravoure ou d'un succès de commandement important du point de vue militaire.

## Biographie
Hansen s'engage le 1er octobre 1907 dans le 9e régiment de dragons, auquel il appartient jusqu'en 1916.
Erik-Oskar Hansen est capturé par les forces soviétiques en août 1944 durant l'offensive Jassy-Kishinev. Il reste en captivité jusqu'en 1955.

## Décorations
- Croix de fer (1914)
  - 2e Classe
  - 1re Classe
- Croix hanséatique de Hambourg
- Croix d'honneur
- Médaille de l'Anschluss
- Médaille des Sudètes
- Agrafe de la Croix de fer (1939)
  - 2e Classe
  - 1re Classe
- Insigne de Crimée
- Médaille du Front de l'Est
- Ordre de Michel le Brave
  - 3e Classe (22 août 1941)
  - 2e Classe (29 juillet 1942)
- Croix allemande en Or (19 septembre 1942)
- Croix de chevalier de la Croix de fer
  - Croix de chevalier le 4 septembre 1941 en tant que General der Kavallerie et commandant du LIV. Anmeekorps[1]